# 王僧綽
王僧綽（423年—453年），琅邪臨沂（今山東臨沂）人。东晋宰相王导之后，南朝宋侍中王曇首之子。王僧綽在宋官至侍中，更得宋文帝倚重，至宋文帝晚年有意廢太子，王僧綽亦有預謀。但因宋文帝猶豫不決，太子劉劭先一步弒父登位，不久更發現王僧綽有參與廢立預謀，遂被殺害。

## 生平
王僧綽為人好學且具分析思考力，熟悉朝廷典章制度，因自幼就有成就大事的氣度，當時眾人都視他為國家棟樑之才。十三歲時得宋文帝召見，其時其父王曇首已死，而王曇首本身亦是宋文帝寵臣，故王僧綽下拜哭泣，宋文帝亦很悲傷。王僧綽承襲父爵豫寧縣侯，並娶了宋文帝長女東陽公主劉英娥。
王僧綽歷任司徒參軍、始興王文學、秘書丞、司徒左長史及太子中庶子等職。至元嘉二十六年（449年），王僧綽遷尚書吏部郎，掌選舉官員的權力。任內分辨人們品第，了解其人才幹以選出有才能之士，相當稱職。元嘉二十八年（451年），王僧綽遷侍中，掌機密事。其時，宋文帝已經在想身故後的事務，正因王僧綽年輕，就想委以大任，故此朝中大小事務都讓王僧綽參興。堂兄王微怕王僧綽權勢太盛，於是勸他削弱自己的權勢。王僧綽於是曾自求外任吳郡太守及廣州刺史，但都遭宋文帝拒絕。
元嘉二十九年（452年），太子劉劭與始興王劉濬等人行巫蠱之事被揭發，宋文帝先召王僧綽商討，至決定廢黜太子及始興王後就命王僧綽翻查以往廢太子及諸王的舊事作參考。其時劉劭打算作亂，在東宮為將士設宴，王僧綽亦秘密報告宋文帝。搜集好昔日廢立之事後，江湛及徐湛之亦知宋文帝要廢太子，於是分別推薦自己的女婿南平王劉鑠及隨王劉誕；而宋文帝則屬意寵愛的建平王劉宏。宋文帝在新儲君問題上猶豫未決，王僧綽於是說：「立太子的事，應由聖上你心意決定。臣認為這只應快快作決定，不能遲緩。應當決斷時不決斷，反而會承受其引起的禍患。希望以大義割斷恩誼，忽略小小的不忍心，否則就應對太子如最初一樣，不要讓太子生疑心。淮南王說：『密謀即使像將石頭丟進水中沉沒不見，吳越地區擅長游泳的人都能找到。』事情雖然是機密，但很易會洩露出去，不可以讓意發生，成了後世的笑話。」宋文帝答：「你可以說是能決斷大事的人。不過這件事很重大，不可以不三思而後行。而且庶人不久以前才死，人們會說我不慈愛呀。」王僧綽就答：「臣怕千年以後，人們都說陛下只會制裁弟弟，不會制裁兒子。」宋文帝聽後沉默。江湛其時亦在，離開宮闕後就對王僧綽說：「你說話，不要太直接呀。」王僧綽卻說：「我也不想你這麼不直接。」
元嘉三十年（453年），劉劭率兵進攻臺城，弒殺宋文帝，江湛其時聞亂，感歎道：「沒有聽王僧綽說話，弄得如此境地。」亦被劉劭所殺。劉劭及後即位，並命令王僧綽作詔文大赦，轉吏部尚書。不久，劉劭檢查文帝巾箱及江湛書疏，得知王僧綽有參與密謀廢立之事，於是收捕並將其殺害，享年三十一歲。同年，劉駿討滅劉劭，即位後追贈散騎常侍、金紫光祿大夫，賜諡號愍。

## 性格特徵
- 王僧綽雖然身任要職，但為人深沉有氣度，不會以自身才能去貶損他人。昔日其父王曇首與王華皆受宋文帝親任，不過王華子王嗣才能差劣，官位和待遇都不高。王僧綽卻曾對蔡興宗說：「我名位應該與新建（王嗣所承襲的爵位新建縣侯）一樣，而今我能有如此高的名位，都因為我與皇室結下姻親所致。」[4]

## 逸事
- 王僧綽曾在太社西空地區域建屋，其地在東吳時是丁奉的宅第，但在其死後一家遭流放。東晉時先後是周顗、蘇峻、袁悅及章武王司馬秀的宅第，但他們都被誅殺。後來此地給了臧燾，他本人亦頻頻遇到不幸事，故此此地被稱為凶地。王僧綽認為屋宅沒有吉凶之分，於是請求在那建宅，豈料尚未建成居住就已經遇害。

## 家庭

### 妻
- 劉英娥，宋文帝女，東陽獻公主

### 子女
- 王儉，嗣子，在宋官室尚書右僕射，很得蕭道成重用。南齊官至中書監、尚書令。
- 王遜，王儉弟，在宋官至丹楊丞，告發劉秉響應沈攸之叛事後未獲封賞而有怨言，在王儉意願下被流放到永嘉郡，在路上被殺。

### 孫
- 王騫，王儉嗣子，官至中書令。
- 王暕，王儉子，官至尚書左僕射。

## 延伸阅读
[在维基数据编辑]
 《宋書/卷71》，出自沈约《宋书》